# Seznam dílů seriálu Kancelář Blaník
Toto je seznam dílů seriálu Kancelář Blaník. Český politicko-satirický seriál Kancelář Blaník je uveřejňován od 13. dubna 2014 na serveru Stream.cz. Marek Daniel v něm hraje Tondu Blaníka, který vede stejnojmennou lobbistickou kancelář. První řadu seriálu, čítající 14 krátkých sedmiminutových dílů, doplnila od podzimu téhož roku 13dílná druhá série. Třetí řada byla spuštěna v březnu 2015 a ačkoli byl její 15. díl označen jako konec 3. sezóny, dodatečně byl publikován ještě bonusový 16. díl. Čtvrtá řada byla vysílána od prosince 2015 do začátku dubna 2016, pátá byla odstartována na konci roku 2016.

## Přehled řad
| Řada          | Díly          | Uvedeno na Stream.cz                 | Uvedeno na Stream.cz                 |
| Řada          | Díly          | První díl                            | Poslední díl                         |
| ------------- | ------------- | ------------------------------------ | ------------------------------------ |
| pilotní díl   | pilotní díl   | 11. listopadu 2013 (na YouTube)      | 11. listopadu 2013 (na YouTube)      |
| 1             | 14            | 13. dubna 2014                       | 12. července 2014                    |
| 2             | 13            | 3. října 2014                        | 26. prosince 2014                    |
| 3             | 15+2          | 27. března 2015                      | 26. září 2015                        |
| londýnský díl | londýnský díl | 18. listopadu 2015                   | 18. listopadu 2015                   |
| 4             | 14            | 31. prosince 2015                    | 1. dubna 2016                        |
| 5             | 14+1          | 30. prosince 2016                    | 10. května 2017                      |
| aprílový díl  | aprílový díl  | 1. dubna 2017                        | 1. dubna 2017                        |
| americké díly | americké díly | 9. července 2017 a 12. července 2017 | 9. července 2017 a 12. července 2017 |
| speciály 2018 | speciály 2018 | 19. prosince 2018 (na YouTube)       | 19. prosince 2018 (na YouTube)       |

## Seznam dílů

### Pilotní díl (2013)
Tato epizoda bývá často označována za pilotní díl Kanceláře Blaník, jeho součástí ale formálně není. Byla uvedena v seriálu nazvaném Blaník jako jeho první (a zároveň jediná) epizoda.
| Č. v seriálu | Název     | Režie        | Scénář                                       | Datum uvedení      |
| ------------ | --------- | ------------ | -------------------------------------------- | ------------------ |
| 0            | Sněhuláci | Marek Najbrt | Robert Geisler, Benjamin Tuček, Marek Najbrt | 11. listopadu 2013 |

### První řada (2014)
| Č. v seriálu | Č. v řadě | Název                   | Režie        | Scénář                                       | Datum uvedení     |
| --- | --------- | ----------------------- | ------------ | -------------------------------------------- | ----------------- |
| 1 | 1         | Narozeniny              | Marek Najbrt | Robert Geisler, Benjamin Tuček, Marek Najbrt | 13. dubna 2014    |
| Lobbista Tonda Blaník připravuje oslavu svých narozenin. Prověřuje účast pozvaných hostů z vrcholné politiky a úkoluje asistenta „Žížalu“ i sekretářku Lenku. S postupem času se ale ukazuje, že nikdo nedorazí. Tonda při té příležitosti vzpomíná na své minulé zásahy do byznysu a politiky. Telefonicky se omluvil pouze Radovan Krejčíř. „Jedinej slušnej člověk v týhle republice sedí v Johannesburku, ten jedinej se omluvil!“ Nakonec ale přece přijde SMS, že prezident Miloš Zeman už je na cestě. |           |                         |              |                                              |                   |
| 2 | 2         | Prohibice               | Marek Najbrt | Tomáš Hodan                                  | 19. dubna 2014    |
| Sekretářka Lenka si telefonicky vyřizuje rodinné záležitosti – doma došlo mléko. Tonda Blaník ale řeší zákaz alkoholických nápojů na půdě Poslanecké sněmovny, zavedený z iniciativy předsedy sněmovny Jana Hamáčka. „Všeho nechte! Totální průser, celej parlament vystřízlivěl!“ Z původního plánu opít Hamáčka a znemožnit ho před novináři sejde a kancelář musí narychlo dostat do sněmovny velké množství alkoholu. Propašují ho tam mlékárenským vozem. |           |                         |              |                                              |                   |
| 3 | 3         | Nadsobotka              | Marek Najbrt | Tomáš Hodan                                  | 25. dubna 2014    |
| Kancelář dostane za úkol posílit obraz premiéra Bohuslava Sobotky, aby nepůsobil dojmem, že vedle ministra financí Andreje Babiše hraje druhé housle. „To ale nejde,“ říká zprvu asistentka Lenka, pak ale přece jen přichází s nápadem: po vzoru předchozích premiérů sehnat Sobotkovi milenku. Volba padne na Sandru Novákovou (hraje sama sebe), která je vyslána na úřad vlády, aby ministerského předsedu svedla. „Žížala“ ji ale ztratí z dohledu. Druhý den ráno Nováková vychází z budovy ministerstva financí a telefonuje s omluvou do kanceláře: „Já jsem se fakt snažila, ale on ten chlap vypadá jak vajíčko, to opravdu nešlo. Navíc jsem tam někoho potkala.“ |           |                         |              |                                              |                   |
| 4 | 4         | Dovolená na Krymu       | Marek Najbrt | Robert Geisler                               | 2. května 2014    |
| Na Kancelář Blaník se obrátí se zakázkou místopředseda KSČM. Přes počáteční morálně-ideologický odpor Tonda zakázku přijme. Jde o problematické výroky komunistické poslankyně Marty Semelové k historickým událostem. Ve snaze odpoutat se od stalinistické minulosti chce strana Semelovou dočasně někam „uklidit“. Blaník to dá příkazem asistentovi. „Nejlepší by bylo sehnat jí pozvánku na Krym, tak na půl roku.“ Informační šum však zapříčiní, že ji „Žížala“ nepošle z ruzyňského letiště na dovolenou na Krymu, ale do „krimu“ – ruzyňského kriminálu. |           |                         |              |                                              |                   |
| 5 | 5         | Gripeny                 | Marek Najbrt | Robert Geisler                               | 10. května 2014   |
| Při telefonátu s prezidentem karlovarského filmového festivalu Jiřím Bartoškou přichází Tonda Blaník do kanceláře, kde na něj „nečeká nikdo“ – člověk ze Speciálního odboru Tajného útvaru (Ladislav Hampl, v titulcích mylně uveden jako Vladislav Hampl). Od něj se Tonda dozvídá, že je nemyslitelné poslat na Ukrajinu stíhací letadla Gripen, jak dříve poradil prezidentu Zemanovi. Když nelze vyslat letadla za hranice, organizuje Blaník přesunutí ukrajinského konfliktu na české území a iniciuje vznik Sudetské strany solventních Rusů (SSSR) v Karlových Varech (zájem o vstup projeví exprezident Václav Klaus). Sekretářka Lenka se však bouří: „Vy chcete, aby byla válka? (…) Válku nemám ve smlouvě. Já mám doma dítě.“ Začne stávkovat a organizuje protest (demonstrantky hrají Alena Doláková, Hana Marie Maroušková, Markéta Burešová a Lucie Končoková). Nakonec se ukáže, že Tondův tah nevyšel, protože Rusové do Varů neposlali své „mírové sbory“, ale jen Alexandrovce. |           |                         |              |                                              |                   |
| 6 | 6         | Myslí to upřímně        | Marek Najbrt | Tomáš Hodan                                  | 16. května 2014   |
| Tondovi volá kardinál Dominik Duka, jestli by pro něj mohl něco zařídit. Někdejší předseda vlády Stanislav Gross totiž veřejně oznámil, že přijal Krista, ale Duka s ním nechce mít nic společného. Vzápětí se ukazuje, že to byl cílený plán, který Blaník pro Grosse připravil. Výměnou za to, že se Gross ke křesťanství přestane hlásit, vymůže Blaník od Duky lukrativní restituovanou nemovitost (jedná se o kostel svatého Jindřicha a svaté Kunhuty s tím, že „je to velký, je to pěkný a je to v centru“). Kancelář pak rozšíří zprávu, že se Gross dal na judaismus, a podobně vymůže úplatek od židovské obce (Jubilejní synagoga, kterou jistě půjde přestavět na hotel). A do třetice: „Ano, haló? Aha, taky salám… alejkum. No určitě, to bych dovedl nějak zařídit. Ale nebude to levný…“ |           |                         |              |                                              |                   |
| 7 | 7         | Tři roky pro Mazánka    | Marek Najbrt | Robert Geisler                               | 23. května 2014   |
| Tondu Blaníka probudí telefonát od opilého Romana Janouška, který právě vrazil autem do vietnamské ženy. S odstupem času následuje další telefonát, v němž Janoušek vyčítá, že mu soud udělil přísnější trest, než Tonda slíbil zařídit, a domáhá se vrácení milionu korun. „Jaká zmařená investice? Takhle to přece nemůžeš brát…“ Blaník si z peněz nechal jen desetinu a zbytek předal jako odškodné „tý asijský skokance, jak jsme se domluvili“. Vydává se tedy vymoci peníze od vietnamské komunity. Zpočátku bezúspěšně, ale nakonec dosáhne svého výměnou za zprostředkování přesunu vietnamské tržnice na lukrativní Malostranské náměstí. (Vietnamské obchodníky ztvárnili Duy Quang Nguyen a Emanuel Svoboda.) |           |                         |              |                                              |                   |
| 8 | 8         | Blanka                  | Marek Najbrt | Robert Geisler                               | 31. května 2014   |
| Tomio Okamura si u Kanceláře Blaník vyžádá pozdržení dostavby tunelu Blanka tak, aby ho mohl otevřít až po podzimních komunálních volbách z pozice vítězného primátora. Aby to nebylo nápadné, svede Tonda zdržovací aktivity na politického konkurenta tím, že založí sdružení pro přejmenování tunelu na „Monika“ (po Monice Babišové). To už je na telefonu Andrej Babiš a domáhá se svedení podezření na někoho jiného. Nové aktivistické sdružení tak požaduje tunel „Jana“ podle manželky lidoveckého předsedy Pavla Bělobrádka. Nakonec si Tondu zavolá na Hrad prezident, který by rád dal narozeninový dárek dceři, a tak vzniká do třetice sdružení pro tunel pojmenovaný podle Kateřiny Zemanové. |           |                         |              |                                              |                   |
| 9 | 9         | Eurovolby               | Marek Najbrt | Robert Geisler                               | 6. června 2014    |
| Blíží se volby do Evropského parlamentu a Tonda Blaník navrhne sociálním demokratům slogan podle účesu – „fotbalistické plachtičky“ – jejich volebního lídra Jana Kellera. Na kancelář se pak obrátí Tomáš Matonoha (hraje sám sebe), který by se chtěl ucházet o přízeň voličů se svým sdružením Sociálně národní aliance demokratů (SNAD) a se sloganem „SNAD vás nezklamem'“. Blaník tedy vymýšlí a natáčí předvolební spot. |           |                         |              |                                              |                   |
| 10 | 10        | Životní role Martina S. | Marek Najbrt | Tomáš Hodan                                  | 13. června 2014   |
| Tonda Blaník převezme od svého lobbistického kolegy Libora jeho klienta, s nímž se nepohodl: ministra obrany Martina Stropnického. Ten, ač herec, není schopen si zapamatovat a odříkat větu tak, jak mu ji lobbista napoví – posledně třeba názor na přítomnost vojsk NATO na českém území. Opravný výrok pak omylem odříká v televizním seriálu, kde hraje. Kancelář zkouší domluvu přes Stropnického herecké kolegy a Ivana Chýlková (hraje sama sebe) je přivede na spásnou myšlenku: „Starý herecký přísloví říká, že výkon herce padá a stojí s výkonem režiséra“. Všichni oslovení divadelní režiséři odmítnou, ale Lence se podaří angažovat Jana Hřebejka (rovněž hraje sám sebe). O 7 měsíců později Stropnický obdrží cenu Thálie za roli ministra obrany. |           |                         |              |                                              |                   |
| 11 | 11        | OPENCRAD                | Marek Najbrt | Tomáš Hodan                                  | 21. června 2014   |
| Tonda cestou do kanceláře telefonuje s bývalým pražským primátorem Pavlem Bémem, který je opět někde na horách. Těší se na úspěšné završení projektu Opencard a připomíná si okamžiky z minulosti, kdy s tímto nápadem přišel. Cílem je, aby současný primátor Tomáš Hudeček stvrdil odkoupení projektu od dodavatele a dal tak všem zúčastněným vydělat. Jemu Tonda zavolá po příchodu do kanceláře, ale když Hudeček odmítá spolupracovat, od plic se na něj rozkřičí. Primátor otočí a začne o Opencard vyjednávat. Blaníkovi pak volá Ivo Rittig a ten ho ujišťuje: „Jasně že s tebou počítáme. Kdykoliv se v Dopravním podniku cokoliv tiskne, máš v tom podíl.“ |           |                         |              |                                              |                   |
| 12 | 12        | Chobotnice Jardy Jágra  | Marek Najbrt | Robert Geisler                               | 27. června 2014   |
| Díl začíná Tondovým konejšivým telefonátem s Jaromírem Jágrem po prohraném zápase se Švédskem. Vzápětí se ozve Metrostav s přáním, aby do příštího mistrovství světa v Česku mohl postavit další obří sportovní halu. Blaník se radí s Alešem Hušákem kvůli jeho zkušenostem se Sazka arénou a narychlo shání architektonický projekt. „Žížala“ přichází s nápadem využít plány Kaplického knihovny na Letné. „Z toho budou nadšení všichni. Plebs bude mít hokej a inťoši knihovnu. Antickej ideál, duše a tělo v harmonii!“ Jako investora Blaník sežene Zdeňka Bakalu, který by chtěl trumfnout Petra Kellnera vlastnícího Sazka arénu. A nakonec s Davidem Černým vyjedná pro mistrovství návrh maskota – zelenou chobotnici. |           |                         |              |                                              |                   |
| 13 | 13        | Vítej zpátky, Ivánku!   | Marek Najbrt | Tomáš Hodan, Benjamin Tuček                  | 5. července 2014  |
| Fotbalový funkcionář Ivan Horník se vrací do vedení Viktorky Žižkov a Tonda Blaník je mu zavázán, že „to“ tehdy před lety vzal na sebe. Pošle mu po asistentovi „Žížalovi“ finanční odměnu, ale ten si neuvědomí kódový jazyk a napoprvé doručí skutečná dvě kila jablek. Zatímco sekretářka Lenka uspokojuje Tondovy tělesné potřeby, volá mu předseda Fotbalové asociace Miroslav Pelta a chce zařídit, aby se na příští mistrovství světa už česká reprezentace kvalifikovala. Blaník tedy domlouvá s Franzem Beckenbauerem, aby mistrovství 2022 po obviněních z korupce uspořádalo místo Kataru Česko na pronajatých stadionech v Německu. „Něco jako byla Praha olympijská“. A navrch nabízí Horníka jako hlavního komisaře pro pořádání mistrovství. „Žížalu“ zklamaného tím, že nevyšel Tondův tip na vítěze aktuálního mistrovství, na něhož vsadil našetřené peníze, nakonec možná potěší Lenka.                                                                                           |           |                         |              |                                              |                   |
| 14 | 14        | Lobbisti                | Marek Najbrt | Tomáš Hodan                                  | 12. července 2014 |
| Do kanceláře přijdou poštou tři nábojnice jako výhrůžka (a připomínka z dob prezidentských voleb roku 2008). Zatímco Ivo Rittig, Marek Dalík a Roman Janoušek jsou vyšetřovaní policií, podezřívají Blaníka, že se tomu jako jediný vyhýbá, protože státní zástupkyně Lenka Bradáčová prý „je od něj“. Aby podezření rozptýlil, snaží se domluvit, aby o něm novináři napsali nějakou špínu, ale nikdo to nechce udělat. Nedaří se mu ani připojit k některé z už rozjetých kauz. Sekretářka Lenka se obětuje a chce se jím nechat přejet po vzoru Janouškovy nehody, to se však nezdaří. V konečném zoufalství se Tonda vydá na Vrchní soud v Praze, aby se sám udal, jenže příslušník ochranky (v podání Petra Urbánka) ho nechce pustit dovnitř. |           |                         |              |                                              |                   |

### Druhá řada (2014)
| Č. v seriálu | Č. v řadě | Název                 | Režie                          | Scénář                                  | Datum uvedení      |
| --- | --------- | --------------------- | ------------------------------ | --------------------------------------- | ------------------ |
| 15 | 1         | Teambuilding          | Marek Najbrt                   | Robert Geisler                          | 3. října 2014      |
| Kancelář Blaník vyráží na parník k utužování týmu pomocí teambuildingu. Po úvodním stručném přehledu rozjetých akcí připravil „Žížala“ tmelicí aktivity podle příručky. Tonda je však nahradí popíjením alkoholu. Přiberou na palubu kulturní vložku zosobněnou Tondovým oblíbeným písničkářem Vlastou Třešňákem (hraje sám sebe, je otcem Lenčiny představitelky Halky Třešňákové). Lenka se v alkoholovém opojení snaží o milostné sblížení s Tondou, ale ten ji hodí přes palubu. „Žížala“ se s ním dostane do sporu a stejně tak skončí v řece. Kapitán lodě (Hynek Schneider) se pokusí Tondu umravnit, ale ten i jeho hodí do vody a zůstane na palubě sám s Vlastou Třešňákem, kterému nabízí protlačení do politiky. Ten ale vytrvale odmítá zaplést se s korupčníkem a hodí přes palubu Tondu.                                                               |           |                       |                                |                                         |                    |
| 16 | 2         | NE pro Prahu          | Bohdan Sláma                   | Tomáš Hodan                             | 10. října 2014     |
| Kancelář Blaník řeší personální rošády na kandidátkách ANO do pražských komunálních voleb. Na šachovnici Andreje Babiše a Radmily Kleslové (i Tomáše Hrdličky) se střídají figurky Jana Kasla a Martiny Schopperové, ale když dojde na Elišku Kaplicky, Blaník zasáhne a hledá za ni náhradu. Když už se zdá, že našel ideální primátorskou kandidátku, modelku Ivu Kubelkovou (hraje sama sebe), Babiš ho zaskočí vlastním nápadem: postavit do čela kandidátky samotného Blaníka v čele dalších lobbistů a s heslem „Zbavíme Prahu politiků. Nejsme jako oni. Makáme!“ |           |                       |                                |                                         |                    |
| 17 | 3         | Sankce                | Marek Najbrt                   | Jan Bartes, spolupráce Benjamin Tuček   | 17. října 2014     |
| Tonda Blaník nemá do čeho píchnout, z nečinnosti ho však vyvede návštěva bratrance Františka z Moravy (Janko Martinkovič) s demižonem vína v ruce. „Toňo, tak sme popili, teď musíme trošku popracovat.“ Fantišek vyváží jablka do Ruska, ale dělá mu starosti Putinův zákaz dovozu potravin v rámci vývoje ukrajinské krize. Na ministra zemědělství Mariana Jurečku navíc tlačí potravinářské firmy Hamé a Madeta. Kancelář proto přijde s řešením v podobě svačinových balíčků pro úředníky státní správy. Když přijde možnost evropských kompenzací pro pěstitele, Tonda přiměje bratrance k pěstování kiwi, aby z odškodného vytěžil co nejvíc. |           |                       |                                |                                         |                    |
| 18 | 4         | Prezidenti            | Bohdan Sláma                   | Benjamin Tuček                          | 24. října 2014     |
| Prezident Miloš Zeman se nudí, a tak zadá kanceláři úkol „udržet balónky ve vzduchu“. Tonda ale tápe a nedokáže správně dešifrovat zadání. Zkouší tedy iniciovat úvahy o opětovné prezidentské kandidatuře Václava Klause. „S kvalitou soupeře Milošův výkon roste.“ Zařídí zvěsti o možné kandidatuře Tomáše Halíka, která Klause nemůže nechat chladným, a ten na to skočí. Jenže Zeman to myslel jinak, a tak musí Blaník znovu zapracovat, stáhnout Halíkovu zvažovanou kandidaturu a oznámit jiného kandidáta – Zemanova kamaráda z dob opoziční smlouvy, Zdeňka Škromacha. |           |                       |                                |                                         |                    |
| 19 | 5         | Demokrat Miroslav     | Bohdan Sláma & Kancelář Blaník | Jan Bartes, Tomáš Hodan                 | 31. října 2014     |
| Faktický šéf TOP 09 Miroslav Kalousek se chce ještě před komunálními volbami zbavit pražského lídra Tomáše Hudečka. Tonda Blaník (nově s oholeným vousem) mu to rozmluví, aby aspoň počkal po volbách. Už teď však musí zapracovat na vylepšení Kalouskovy image, aby mohl zaujmout Hudečkovu roli kladného hrdiny. A jde na to přes povzbuzení veřejného obrazu Kalouska jakožto disidenta. Když ten označí poslaneckého kolegu za „komunistického fízla“, odmítne se omluvit, všichni do něho tepou, ale on to – podle Blaníkova scénáře – ustojí až do konce. Nakonec ještě dohodí odejitého Hudečka Andreji Babišovi pro ANO. |           |                       |                                |                                         |                    |
| 20 | 6         | Prověrka pro kancléře | Bohdan Sláma                   | Tomáš Hodan                             | 7. listopadu 2014  |
| Hradní kancléř Vratislav Mynář stále nemá bezpečnostní prověrku a Miloš Zeman chce od Tondy Blaníka, aby ji zařídil. Kancelář Blaník zjistí, že dvěma hlavními překážkami jsou Mynářovo napojení na Rusy a velké množství nepřiznaných milenek. Nejdřív tedy zkusí zařídit, aby některá z milenek vztah přiznala, jenže Jiřina Bohdalová jako jedna z nich už si nic nepamatuje. Druhá cesta vede přes Rusy. Tonda se z vyjednávání na ambasádě vrátí zcela opilý s tipem na Martina Nejedlého v Lukoilu. Za tím pošle „Žížalu“, který přijde zpět ve stejném stavu a s kontaktem na ruskou mafii v Karlových Varech. Zbylé jednání zůstane na Lence a ta se vrátí s protipožadavkem: veřejné kritické prohlášení někoho z vlády k protiruským sankcím. A Tonda to zařídí.                                                                                            |           |                       |                                |                                         |                    |
| 21 | 7         | Lety                  | Bohdan Sláma                   | Tomáš Hodan                             | 14. listopadu 2014 |
| V kanceláři na Tondu čeká dokumentaristka Helena Třeštíková (hraje sama sebe), jíž dluží službu za to, že o něm kdysi přestala točit časosběrný film. „Kdyby Helenka točila dál, tak má dneska od protikorupční policie Oskara za celoživotní dílo a před státním zastupitelstvím hvězdu na chodníku slávy.“ Teď po něm chce vyřešit problém romského koncentračního tábora v Letech – zrušit sousedící vepřín a postavit pomník. Tonda k tomu hledá politického spojence, ale Andrej Babiš s „jeho“ Kosteleckými uzeninami ani Tomio Okamura mu nevyjdou. Pohnut atmosférou 25. výročí sametové revoluce, rozhodne se akci zafinancovat sám. Se sochařem Olbramem Zoubkem (rovněž hraje sám sebe) dojedná vytvoření pomníku, ale provozovatel vepřína souhlasí s přesunem jen za podmínky, že v něm bude znázorněno i prase. Výsledek tak nesplní všechna očekávání. |           |                       |                                |                                         |                    |
| 22 | 8         | Krtek a ku**a         | Marek Najbrt                   | Robert Geisler                          | 21. listopadu 2014 |
| Tondova matka by ráda na dovolenou do Thajska, Petr Kellner zase podporu svým podnikatelským aktivitám v Číně. Blaník tedy zařídí, aby prezident Miloš Zeman odcestoval do Číny lobbovat za PPF a Kellner vezme s sebou soukromým tryskáčem jeho matku. „Mami, tak nepoletíš do Thajska, ale do Číny. To je hned vedle, to je úplně to samý.“ Zeman si cestou telefonicky stěžuje, že jsou jeho spolupracovníci Vratislav Mynář a Jindřich Forejt neschopní. Tonda mu tedy radí, komu udělit výroční státní vyznamenání, a navrhne pro něj symbol česko-čínského přátelství. Má jím být dvojice maskotů – český krteček s čínskou pandou. Později však Tondu rozlítí, když se Zeman na zpáteční cestě z Číny sveze Kellnerovým soukromým letadlem a cestou „mu dělá“ do matky. Takže Hovory z Lán si tentokrát bude muset připravit prezident sám.                    |           |                       |                                |                                         |                    |
| 23 | 9         | Policejní stát        | Bohdan Sláma                   | Tomáš Hodan                             | 28. listopadu 2014 |
| Tondu Blaníka sleduje policie (tajného policistu hraje Quido MC) a žalobci mu nebezpečně dýchají na záda. Snaží se tedy uspíšit přijetí zákona, který by státním zastupitelstvím svázal ruce. Potřebuje se zbavit Lenky Bradáčové a Iva Ištvana. Vyštrachá kompromitující materiály na nejvyššího státního zástupce Pavla Zemana, to ale nestačí. Chce tedy odvést pozornost a policii zaměstnat něčím jiným. Vytvoří návrh policejní hymny a podstrčí ji policejnímu prezidentovi Tomáši Tuhému. V dalším kroku následuje návrh nových uniforem a od nového roku zvýšení platů policistům. A je klid. |           |                       |                                |                                         |                    |
| 24 | 10        | První máma (1)        | Bohdan Sláma                   | Robert Geisler                          | 5. prosince 2014   |
| Aférka Tondovy matky s Milošem Zemanem z Číny pokračuje, nyní spolu oba na Vysočině objímají stromy. Blaník se s tím ale nehodlá smířit. Když nezabral telefonát první dámě Ivaně Zemanové, přizve si reklamního kreativce Martina Přikryla, aby vymysleli kampaň proti Zemanovi s velmi jednoduchým sdělením. „To musí jít na první signální. Něco, co prostě chytěj' i fotbaloví fanoušci.“ A tak vznikne nápad s červenou kartou. Aby sehnali dost demonstrantů, angažují „lumpenkavárnu“ (zde se mihnou Zdeněk Suchý, Jiří Havelka, Boris Hybner, Jan Hřebejk, Leoš Noha, Petr Čtvrtníček, Helena Třeštíková, Olga Sommerová, David Černý, Matěj Ruppert, Martin C. Putna, Tomáš Sedláček, Igor Chaun, Jan Potměšil, David Koller, Leoš Válka a Štěpán Kubišta). Matka ale událost nezaznamená… (pokračování příště)                                              |           |                       |                                |                                         |                    |
| 25 | 11        | První máma (2)        | Bohdan Sláma                   | Benjamin Tuček, spolupráce Marek Najbrt | 12. prosince 2014  |
| (Pokračování z předchozího dílu:) Tondovi volá prezidentův mluvčí Jiří Ovčáček a žádá řešení situace. Blaník mění taktiku a pomůže Zemanovi čelícímu masové demonstraci odporu tím, že z něj udělá oběť. „Žížala“ s Lenkou seženou vajíčka a jdou na Albertov házet po prezidentovi. Dalším krokem je zosnování atentátu – pošlou na Hrad obálku s kyanidem a aby to nebylo nápadné, další obálky putují ministrovi vnitra Milanu Chovancovi a ministrovi financí Andreji Babišovi. Má to být jen na oko, ale Tonda tajně doufá, že by Zeman mohl jed opravdu sníst. To se i stane, jenže prezident se po něm jen trochu potácí, což vzbudí další veřejné diskuse o jeho životosprávě. |           |                       |                                |                                         |                    |
| 26 | 12        | Prostě Krnda          | Marek Najbrt                   | Tomáš Hodan, spolupráce Benjamin Tuček  | 19. prosince 2014  |
| Ledovková kalamita postihla i Kancelář Blaník, ale Andrej Babiš má vážnější problém. Jeho pražské primátorce Adrianě Krnáčové jako by zamrzla všechna slova u úst, mlčí. Tonda tedy zapracuje na tom, aby mohl Prahu oblepit billboardy, které by „mluvily“ za ni. Tomu by ovšem mohla zabránit chystaná stavební vyhláška omezující billboardy v centru. Ministryně pro místní rozvoj Karla Šlechtová na Tondovo doporučení pozastaví její platnost a rázem je i památková zóna oblepená portréty Krnáčové. A jako bonus může Blaník využít uvolněné předpisy i jinak: „My tu Prahu zdevelopujeme, že to tu Plečnik nepozná.“ |           |                       |                                |                                         |                    |
| 27 | 13        | Štědrý sen            | Marek Najbrt                   | Robert Geisler                          | 26. prosince 2014  |
| Je tu Štědrý den, jenže Tondova máma tentokrát objímá vánoční stromeček s prezidentem Zemanem, takže jemu už zbyli jen spolupracovníci z Kanceláře Blaník. Nutí je oslavit s ním vánoční svátky, přestože by Lenka byla raději se svou rodinou a „Žížala“ s přítelkyní Kamilou. Oba mu tedy utečou a zůstane sám. V opileckém snu se mu zjeví zesnulý exprezident Václav Havel, promluví mu do duše, vyzve ho ke kandidatuře na prezidenta a k odčinění svého dosavadního působení. (Marek Daniel zúročil své zkušenosti s Havlovým ztvárněním v seriálu České století a zahrál si zde dvojroli.) |           |                       |                                |                                         |                    |

### Třetí řada (2015)
| Č. v seriálu | Č. v řadě | Název                           | Režie             | Scénář                                                              | Datum uvedení     |
| --- | --------- | ------------------------------- | ----------------- | ------------------------------------------------------------------- | ----------------- |
| 28 | 1         | Svatý Blaník                    | Bohdan Sláma      | Robert Geisler, spolupráce Jan Bartes                               | 27. března 2015   |
| Blaník přichází do kanceláře a je jako mílius. Začíná konat dobré skutky, odmítá pomáhat zločincům, všechny své peníze rozdá bezdomovcům a uspořádá dražbu svých bot pro dobročinné účely. Vypráví o svém snu – zdává se mu o Václavu Havlovi. Spolupracovníci se poradí s jeho lobbistickým kolegou Liborem a zkusí na Blaníka použít vymítání. Uspanému Tondovi se zjeví Václav Klaus, aby ho vytáhnul z „bahna pravdoláskařství“. Po probuzení je Tonda opět sám sebou a jeho sekretářka s asistentem spokojení. |           |                                 |                   |                                                                     |                   |
| 29 | 2         | Biobabiš                        | Bohdan Sláma      | Tomáš Hodan                                                         | 3. dubna 2015     |
| Andrej Babiš má problém – kvůli oblibě biopotravin, farmářských trhů a domácí stravy klesají jeho zisky. Nápad s řepkou olejkou neuspěl, v té Babiš „už jede“. Blaník po osobním zjištění, že bio chutná stejně jako nebio, navrhne prodávat „ty průmyslové chemické hnusy“ pod jinou etiketou jako biofarmářské produkty. Ale ani s tím neuspěje, protože prý těm potravinám chybí příběh. Sekretářka Lenka šišlá kvůli bolavému zubu, a to nakonec inspiruje Tondu k řešení: využije slovní hříčky a najme kapelu Mňága a Žďorp, aby natočila pozitivní propagační písničku: „Vodníci, víly, skřeti, čert,/ tady jsme doma, to je Agrofert,/ ovečky, pejsek a kočička,/ v náručí vítá nás Babiška...“ |           |                                 |                   |                                                                     |                   |
| 30 | 3         | Motol, konečná stanice          | Bohdan Sláma      | Tomáš Hodan                                                         | 10. dubna 2015    |
| V úvodu se Blaník vrací do roku 1998, kdy se proti všem jeho snahám Praha rozhodla, že na letiště nebude jezdit speciální rychlodráha, ale prodloužená linka metra. V roce 2005, kdy najímá svého asistenta Luboše „Žížalu“ Havránka, představí svůj plán na odklon metra k motolské nemocnici, aby tak docílil prosazení své letištní rychlodráhy. A v roce 2015 konečně slaví úspěch. Jenže v den slavnostního otevření stanice Nemocnice Motol má primátorka Krnáčová otvírat tunel Blanka, a tak Tonda zařídí další z řady odkladů jeho zprovoznění. A ministr dopravy Ťok nakonec přislíbí výstavbu rychlodráhy. |           |                                 |                   |                                                                     |                   |
| 31 | 4         | Soukromé státní rezervy         | Bohdan Sláma      | Jan Bartes, Robert Geisler, spolupráce Milan Kuchynka, Marek Najbrt | 17. dubna 2015    |
| Žížala syslí benzín, sekretářka Lenka syslí mouku a Česká republika skladuje strategické zásoby nafty v Německu, a to u soukromé firmy s nejasnou vlastnickou strukturou. Ideální příležitost, jak si i Blaník může přijít k troše nafty. Lenka se však urazí, že jí o tom Tonda neřekl, a kuje vlastní pikle s kolegyní od lobbisty Libora, která se dostala do stejné situace. Ale protože nafta je chlapská záležitost, jak říká Blaník, dámy se rozhodnout podnikat v másle. Jenže za měsíc se do prosakujících státních rezerv vloží premiér Sobotka a Tonda kvapem vyšle Žížalu do Německa, aby problém vyřídil. |           |                                 |                   |                                                                     |                   |
| 32 | 5         | Naše vaše televize              | Jaroslav Fuit     | Tomáš Hodan, spolupráce Robert Geisler, Milan Kuchynka              | 24. dubna 2015    |
| Petr Kellner by si rád koupil do svého portfolia nějakou televizi. Volná je však už jen Česká televize. A tak Kancelář Blaník nažhaví kontakty na Radu České televize a ředitele. Připraví nový dramaturgický plán, aby snížil kvalitu vlastní televizní tvorby. Jenže ouha! „My jsme úplně zapomněli na zpravodajství a publicistiku. Zkurvili jsme, co se dalo, ale tohle nám úplně uniklo.“ A tak přichází na návštěvu Marek Wollner z investigativního pořadu Reportéři ČT, Tonda mu nabídne exkluzivní informace na všechny politiky a jejich bouřlivé reakce na sebe nenechají dlouho čekat. Prezident Zeman požaduje snížení koncesionářských poplatků a to je příležitost k privatizaci České televize Kellnerovou společností PPF. |           |                                 |                   |                                                                     |                   |
| 33 | 6         | Cykloblanka                     | Jaroslav Fuit     | Jan Bartes, Robert Geisler, spolupráce Milan Kuchynka, Marek Najbrt | 1. května 2015    |
| Blaníkovi se ozve společnost Kapsch s obavou o prodloužení své výnosné smlouvy na provozování dálničního mýtného systému. V kanceláři tedy nastane pátrání po kompromitujících informacích z minulého působení ministra dopravy Ťoka ve firmě Skanska. Sotva se v médiích objeví aférka, už Tondovi volá ministr s žádostí o získání politických bodů. Blaníkova strategie je taková, že zatímco bude ministr shánět body, nestihne vypsat tendr na provoz mýtného systému a prodlouží smlouvu s Kapschem. Pomohla by třeba úspěšná dostavba dálnice D8, tu však blokují ekoaktivisti u Lovosic. A tak se Žížala na kole vydává odvést jejich pozornost k cyklojízdě tunelem Blanka, aby ministrovi uvolnil ruce. Jenže ten Blaníkovi podrazil nohy a za jeho zády se domluvil s Kapschem na vypsání výhodného tendru. Tondovi nezbývá než celou akci rozezleně odpískat. |           |                                 |                   |                                                                     |                   |
| 34 | 7         | Růžička a syn                   | Bohdan Sláma      | Tomáš Hodan                                                         | 8. května 2015    |
| Před rokem odešel hokejový trenér Vladimír Růžička koučovat národní reprezentaci a sekretářka Lenka si vzala volno kvůli nominačnímu kolu v aerobiku. O měsíc později je však Růžička nespokojený a rád by trénoval jinde. A Lenka postoupila na mistrovství republiky. Tonda Blaník jen s asistentem tedy Růžičkovi zařídí „vedlejšák“ odborného asistenta v Chomutově. Ještě později Lenku, která postoupila na mistrovství světa, zastoupí její matka Maruna (hraje ji Marie Ludvíková). A předá Tondovi vyděračský požadavek jednoho rodiče s kompromitačním videem, jak Růžička inkasuje „školné“ za jeho syna. Blaník se to pokouší zahladit, ale video přesto pronikne na internet. Mezitím zařídí přestup Růžičky-juniora k otci do Chomutova i postup jeho týmu do extraligy. A kola se točí dál. |           |                                 |                   |                                                                     |                   |
| 35 | 8         | Zeman je gentleman              | Bohdan Sláma      | Robert Geisler                                                      | 15. května 2015   |
| Tonda má průšvih kvůli kontrole evropských dotací na Ministerstvu pro místní rozvoj, a tak rychle ničí kompromitující dokumenty. Do ruchu skartovačky mu volá matka a dožaduje se rady, co má dělat Miloš Zeman, aby rozptýlil tlaky kolem prověrky a vily svého kancléře Mynáře. „Maminko, tak ať udělá zase to co vždycky. Ať řekne nějakou kravinu, a má zas na pár měsíců klid.“ Třeba na fóru k holokaustu, že Hitler byl fenomén. Přece není žádný poseroutka. Informační šum však dá vzniknout prohlášení o Peroutkově údajném článku Hitler je gentleman. Hrad se to snaží překrýt avizovanou účastí prezidenta na vojenské přehlídce v Moskvě, s ní však přestřelil, a tak se dál zamotává do odvádění pozornosti. Jako úniková strategie poslouží zveřejnění jiných Peroutkových článků tiskovým mluvčím Ovčáčkem jakožto obětním beránkem. (Sekretářku Lenku i tentokrát zastupuje její matka Maruna.) |           |                                 |                   |                                                                     |                   |
| 36 | 9         | LiberRath                       | „Kancelář Blaník“ | Robert Geisler                                                      | 22. května 2015   |
| Expremiér Nečas od Blaníka potřebuje někam uklidit před soudním řízením svou novou manželku Janu, zatímco podnikatel Rittig by chtěl uklidit sám sebe do jiného daňového ráje, protože mu v Monaku začíná být těsno. A do třetice chce exhejtman Rath zažádat o politický azyl, aby se vyhnul stíhání za korupci. Jen najít vhodný stát. Nebo si založit vlastní. „Pak už zbývá jenom taková bažina mezi Chorvatskem a Srbskem.“ Lenka dostane za úkol sehnat politika s nezřízenými ambicemi na místo nového prezidenta a Žížala vyzjistit od „Forejta Gampa“ všechny potřebné náležitosti. Chytne se toho Vít Jedlička ze Strany svobodných občanů a vyhlásí Svobodnou republiku Liberland. Už se hlásí davy zájemců o azyl: Kožený, Krejčíř… a s jedním speciálním přáním přispěchá i Václav Klaus. |           |                                 |                   |                                                                     |                   |
| 37 | 10        | Stát jako firma                 | „Kancelář Blaník“ | Tomáš Hodan                                                         | 29. května 2015   |
| Ministr financí a majitel Agrofertu Andrej Babiš je víc podnikatelem než politikem, a tak mu Blaník musí pomáhat nejen s praktickými problémy, ale i s vysvětlováním parlamentních principů. „Když mi volal, tak dvakrát omylem řekl místo občani zaměstnanci.“ Jako znovuzvolený předseda hnutí ANO s podporou 100 % hlasů si ovšem připadá silný v kramflecích. Když potřebuje vyřešit úpravu už téměř hotového zákona o biopalivech, legislativní přílepek k zákonu o ochraně ovzduší to zachrání. Žížala zjistí, že je to Blaníkův jubilejní 20. přílepek, a tak celá kancelář slaví. Na druhý den ale přijde tvrdší oříšek. Andrej totiž nechce jen být premiérem, on chce změnit celý ten složitý, zdlouhavý systém politických vyjednávání, aby si mohl řídit stát skutečně jako firmu. „Přílepek k Ústavě Český republiky bude sice na dlouho, ale aspoň to budeme mít vyřešený jednou provždy.“ |           |                                 |                   |                                                                     |                   |
| 38 | 11        | Jaňule a Peťule                 | „Kancelář Blaník“ | Tomáš Hodan, Robert Geisler                                         | 5. června 2015    |
| Tento díl sleduje v chronologickém sledu vývoj Tondova vztahu k „Jaňule“ Nagyové. V roce 2005 se vrací z Karlových Varů do kanceláře, povzbuzen její divokou společností. Aby k sobě měli blíž, zařídí jí pracovní místo v Praze – jako vedoucí provozního oddělení hlavní kanceláře ODS. O rok později, když Blaník skládá premiéru Topolánkovi novou vládu, potřebuje nějaké páky na „pohlídání“ ministra Nečase. „Já mám v ODS samici, ta když na něj hupne, tak se mu protočej panenky dozadu.“ Když pak má Topolánek padnout, zařídí pro ni Tonda vysokoškolský titul na UJAK, aby mohla vést kancelář Nečasovi coby novému předsedovi vlády. Po několika letech už se ale Nagyová vymkla Blaníkově kontrole, s premiérem se totiž do sebe zamilovali. Blaník na ni nejdřív nasadí odposlechy a pak je předá státnímu zástupci, aby svůj „projekt“ s ní stopnul. „No tak padne vláda, no, aspoň ušetříme za redbuly pro knížete.“ Když nakonec volá Janě Nagyové, telefon zvedne Petr Nečas a Blaník se dozvídá o jejich svatebních plánech, v náhlém návalu dojetí si přizná, že ji také miluje… a zavolá si sekretářku Lenku, aby ho z toho rozpoložení dostala. |           |                                 |                   |                                                                     |                   |
| 39 | 12        | Motorkářská amnestie            | „Kancelář Blaník“ | Jan Bartes                                                          | 12. června 2015   |
| Příběh se v úvodu opět vrací v čase, tentokrát do roku 2000. Starosta Chomutova Alexandr Novák se obrátí na Tondu, aby pro něj zametl pod koberec tučný úplatek. Blaník mu doporučí, aby si zařídil úspěšnou senátorskou kandidaturu. Jenže o tři roky později Senát zbaví Nováka imunity a vydá ho k soudnímu řízení. On spolu s Tondou hraje o čas, a tak „uklidí“ klíčového svědka. Po letech, v roce 2010, se Novák znovu ozývá, protože si nedal pokoj a znovu na něj doléhá justice. „Já vím, že u vás na severu všechno projde, ale Balkán je na druhý straně Evropy,“ glosuje Tonda s tím, že je schopný zařídit nanejvýš změkčení trestu na podmínku a pokutu. Novák se ale, přes jeho radu, proti rozsudku odvolá a krajský soud ho pošle do vězení. O dva roky později volá z věznice Tondovi a ten mu navrhne založení dobročinné neziskovky, která by se za něj zaručila a nabídla dohled nad resocializací. Výsledkem je v roce 2015 spolek motorkářů Gryphons. I přes veškerou absurditu je Novák propuštěn a Tonda od něj dostane darem „čopra“. |           |                                 |                   |                                                                     |                   |
| 40 | 13        | Dobrá voda                      | „Kancelář Blaník“ | Tomáš Hodan, Robert Geisler                                         | 19. června 2015   |
| Tondova matka má problém s vyprazdňováním. Kdežto pražská primátorka Adriana Krnáčová má problém s mailováním. A taky s vypovídáním smluv, konkrétně smlouvy s firmou Veolia na dodávky pitné vody městu. Když Blaník sežene lékařku pro svou matku, seznámí se s obsahem smlouvy, nápadně výhodné pro firmu a v podstatě nevypověditelné. „Žížalo, díváš se na dílo génia. Mně je úplně líto na to šahat, přijde mi to jako svatokrádež. Ale kšeft je kšeft.“ S cílem vyvolat veřejné pobouření pošle Blaník Žížalu do kanalizace, aby se pokusil o sabotáž potrubí. Ten místo v Bubenči skončí v Dejvicích, kde však napojí starou stoku na pitnou vodu, takže se mezi Pražany šíří bakterie a průjmy. Bohužel postihnou i Žížalu a stejně tak Tondovu maminku s její lékařkou. A Blaník zjišťuje, že Veolia je dílo jeho lobbistického kolegy Libora. Nechce mu lézt do zelí, a tak z kšeftu s Krnáčovou vycouvá. Z nedůvěry k vodovodům ale těží dodavatelé balené vody, a tak se na nich může zahojit výběrem poplatků stranický šéf Krnáčové a ministr financí Andrej Babiš.                                                                                      |           |                                 |                   |                                                                     |                   |
| 41 | 14        | Viróza Ovčáček                  | „Kancelář Blaník“ | Robert Geisler                                                      | 26. června 2015   |
| Do kanceláře zavítá herec Pavel Liška (hraje sám sebe), celý nešťastný z toho, že si ho lidé pletou s mluvčím prezidenta republiky Jiřím Ovčáčkem. „Dokud tady nebyl Ovčáček, tak všichni věděli, že já ty idioty jenom hraju, ale co je tady on, tak si teď všichni myslí, že já jsem regulérní idiot a že plácám nesmysly jako on.“ Nemohl by s tím Blaník něco udělat? A tak namaskují Lišku jako Ovčáčka a pošlou ho do DVtv na rozhovor s Martinem Veselovským (taktéž hraje sám sebe) o pitném režimu prezidenta Miloše Zemana. Důkladně natrénují odpovědi a správnou dikci s cílem ukázat mluvčího jako někoho, kdo dokáže odpovídat i rozumně. Na druhý den jsou ale zklamaní výsledkem. „Blábolí úplně stejně.“ A vzápětí zjišťují proč. Po oslovení Lišky jménem mluvčího se herec nakazil jeho stylem vyjadřování. Je to viróza, která napadá mozek, domnívá se. A hned to ověří také na Tondovi, Žížalovi, Lence, ba i náhodných lidech na ulici. |           |                                 |                   |                                                                     |                   |
| 42 | 15        | Ráj hobbistů (konec 3. sezony)  | Bohdan Sláma      | Robert Geisler, Jan Bartes                                          | 3. července 2015  |
| V Praze začalo být Tondovi horko, padla obžaloba podnikatele Iva Rittiga a probíhá další tažení vrchní státní zástupkyně Bradáčové proti lobbistům. A tak se celá kancelář musí uchýlit na jihočeský venkov k matce sekretářky Lenky (hraje Marie Ludvíková). Blaník je stále nespokojený, nemá signál, nemá nabíječku, záchod je v dřevěné budce na zahradě a „hovornu“ si musel zřídit v bakelitové toitoice. Navštíví je Lenčin strýc Jaroslav (hraje Jaroslav Pánek), který je místním starostou a chtěl by od Tondy radu, jak urovnat spor s opozičním politikem Beránkem. „Jestli nám pan Antonín nepíchne s těma cihlama, tak Jarda skončí v kriminále.“ Nápad s principem opoziční smlouvy se ujme a strýc slaví úspěch. Nakonec si získá i Tondovy sympatie domácí slivovicí a uzeninami. A i když už se situace v Praze uklidnila, zatouží Blaník ještě chvíli zůstat na venkově. „Tady je úplnej lobbistickej ráj. Bude to nádhera, Libore, až tu nepolíbenou panenskou krajinu zalijeme developerským betonem.“ |           |                                 |                   |                                                                     |                   |
| 43 | 16        | Selfíčko s Gerem (bonusový díl) | Marek Najbrt      | Robert Geisler, Marek Najbrt                                        | 10. července 2015 |
| 44 | 17        | Chráněná dílna (speciální díl)  | Marek Najbrt      | Robert Geisler                                                      | 26. září 2015     |

### Bonus (2015)
| Č. v seriálu | Č. v řadě | Název  | Režie     | Scénář    | Datum uvedení      |
| --- | --------- | ------ | --------- | --------- | ------------------ |
| 45 | 1         | Londýn | neuvedeno | neuvedeno | 18. listopadu 2015 |
| U příležitosti projekce Kanceláře Blaník v Regent Street Cinema v londýnském West Endu dne 28. listopadu 2015, zorganizované ve spolupráci s Českým centrem v Londýně, byl pořízen a předem zveřejněn třiapůlminutový bonus. Jednoduchá scéna v kanceláři zachycuje Tondu Blaníka ve chvíli, kdy mu zavolá předseda britské vlády David Cameron a požádá ho o „nějaké svinstvo“ na polského premiéra Donalda Tuska. Blaníkův materiál se ujme a Cameron si ho zavolá do Londýna k dojednání dalšího pokračování spolupráce. A to přesto, že Tonda neumí anglicky a telefonický rozhovor vyřizuje pomocí on-line překladačů. |           |        |           |           |                    |

### Čtvrtá řada (2015–2016)
| Č. v seriálu | Č. v řadě | Název                | Režie             | Scénář                                       | Datum uvedení     |
| ------------ | --------- | -------------------- | ----------------- | -------------------------------------------- | ----------------- |
| 46           | 1         | Tony is back         | Marek Najbrt      | Robert Geisler, Milan Kuchynka, Marek Najbrt | 31. prosince 2015 |
| 47           | 2         | Žito                 | Marek Najbrt      | Robert Geisler, Tomáš Hodan, Marek Najbrt    | 9. ledna 2016     |
| 48           | 3         | Bakalala             | Marek Najbrt      | Robert Geisler, Tomáš Hodan                  | 15. ledna 2016    |
| 49           | 4         | Tajemný V. H.        | „Kancelář Blaník“ | Jan Bartes, Robert Geisler                   | 23. ledna 2016    |
| 50           | 5         | Na Homolce sněží     | Marek Najbrt      | Tomáš Hodan                                  | 29. ledna 2016    |
| 51           | 6         | Pandury              | Marek Najbrt      | Robert Geisler                               | 5. února 2016     |
| 52           | 7         | Lítačka              | Marek Najbrt      | Robert Geisler                               | 12. února 2016    |
| 53           | 8         | E. E. T. Mimozemšťan | Marek Najbrt      | Tomáš Hodan                                  | 19. února 2016    |
| 54           | 9         | Milošt               | Marek Najbrt      | Robert Geisler                               | 26. února 2016    |
| 55           | 10        | ČR – Libanon 2:5     | Marek Najbrt      | Tomáš Hodan                                  | 4. března 2016    |
| 56           | 11        | Sluníčkáři           | Marek Najbrt      | Jan Bartes                                   | 11. března 2016   |
| 57           | 12        | Náměstíčko           | Marek Najbrt      | Tomáš Hodan                                  | 18. března 2016   |
| 58           | 13        | Čapí hnízdo          | Marek Najbrt      | Tomáš Hodan                                  | 25. března 2016   |
| 59           | 14        | 熊猫获胜!            | Marek Najbrt      | Robert Geisler                               | 1. dubna 2016     |

### Pátá řada (2016–2017)
| Č. v seriálu | Č. v řadě | Název                              | Režie           | Scénář                                    | Datum uvedení     |
| --- | --------- | ---------------------------------- | --------------- | ----------------------------------------- | ----------------- |
| 60 | 1         | Mikuláš                            | Marek Najbrt    | Robert Geisler                            | 30. prosince 2016 |
| Je tu Mikuláš a Tondovi volá Daniel Hůlka, že po říjnovém vyznamenání od Miloše má spoustu negativních ohlasů, ale zablokovat internet Blaník opravdu nedokáže. Žížala s Lenkou už jsou mezitím v kanceláři připravení za anděla a čerta, na Tondu čeká kostým Mikuláše. Chystají se totiž obrazit svoje klienty. Pro Babiše mají Machiavelliho Vladaře, pro Duku uvažovali o Satanských verších Salmana Rushdieho, ale zvolí raději mírnější Pozlátko od Keleové-Vasilkové. Pro ministra Hermana s „tím jeho strejdou“ Marainiho knížku Skrytý Tibet – na znamení, že „se nemá na veřejnosti stýkat s davajmámou“. Pro prezidentova mluvčího Ovčáčka vybrali dárků hned několik: Staré pověsti české, Baron Prášil a záznam Pauerova Žvanivého slimejše, pro samotného prezidenta pak Jonassonova Stoletého staříka nebo publikaci Když se paměť vytrácí.... Pro premiéra Sobotku i s dalšími signatáři tzv. Prohlášení čtyř polystyrenový model nastavené zadnice, dále pro volbami sesazeného hejtmana Haška výtisk Gogolových Mrtvých duší či Dostojevského Idiota pro Konvičku, konečně pro předsedu ČSBS Vodičku nadživotní model penisu. „Hoďte to do pytle a můžeme vyrazit.“ Obrazí všechny úřady, když si náhle uvědomí, že zapomněli na Čínu. Narychlo tedy zjistí, komu Bakala prodal svůj podíl v OKD, aby mohli dát zlobivým Číňanům uhlí. |           |                                    |                 |                                           |                   |
| 61 | 2         | Všichni prezidentovi muži          | Marek Najbrt    | Tomáš Hodan                               | 6. ledna 2017     |
| Tondova maminka je nespokojená s tím, jak se o prezidenta Zemana jeho lidé z hradní kanceláře starají. Než aby ji Blaník nechal ho zachraňovat, ujme se toho raději sám. Zjistí, že průšvihy z posledních měsíců jsou důsledkem mocenských sporů i nejapných her. Chce se tedy všech zbavit a zároveň ochránit prezidenta před hanobením. „Za první republiky byl proti tomu zákon, Masaryka si lidi vážej do dneška.“ Kšeftování s poslancem a bývalým „esenbákem“ Ondráčkem se mu ekluje, ale přesvědčí ho, aby předložil do sněmovny legislativní návrh. Maminka mezitím najde na svém mobilu inkriminující video s protokolářem Forejtem a o něco později se Blaník zbaví díky zákonu proti hanobení prezidenta také kancléře Mynáře i mluvčího Ovčáčka, který je zbaven svéprávnosti. |           |                                    |                 |                                           |                   |
| 62 | 3         | Forejtovo video                    | Marek Najbrt    | Robert Geisler                            | 15. ledna 2017    |
| Děj už úvodním telefonátem navazuje na předchozí díl, v němž Tondova maminka na svůj mobil pořídila video s dlouholetým hradním protokolářem Jindřichem Forejtem a Blaník to použil k jeho odstavení od prezidenta. Po příchodu do kanceláře mimochodem zahlédne, jak si sekretářka Lenka prohlíží reklamní leták Lidlu: „Co je to za bubáka?“ Protože Forejt má okno a HlídacíPes zveřejnil jen pár snímků z videa, jde se celé blanické osazentstvo na pořízené záběry podívat. Pohoršují se nad nimi, ale s hrůzou zjistí, že video ani nejde vypnout. Prchnou z kanceláře a povolají arcibiskupského exorcistu, jenže ani ten s počítačem nic nezmůže – Forejt se prý z žádné fotky ani videa vymýtit nedá. A tak zkusí zavolat výš: „Salve, hoc munus Blaník, quo est Vatikán?“ Papež vyšle „zásahovou jednotku“, která si Blaníkův počítač s videem odnese (hráli: Pavel Vácha st., Vít Charous, Pavel Vácha ml., Daniel Vodacký, Petr Fiala a Milan Kuchynka). Později se ukáže, že papež si po zhlédnutí videa vybral Forejta za českého velvyslance ve Vatikánu. |           |                                    |                 |                                           |                   |
| 63 | 4         | Luftjarda                          | Marek Najbrt    | Jan Bartes, Robert Geisler                | 22. ledna 2017    |
| Telefonát od Jaroslava Tvrdíka značí, že podplukovník „Luftjarda“ má problém dojednat čínské investice, o kterých se mluvilo při loňské návštěvě čínského prezidenta v zemi. Podmínkou jakéhokoli investování je totiž nastěhování deseti tisíc lidí z čínského managementu do Prahy. O2 arena by byla dost velká, jenže je moc moderní, oni trvají na historickém centru. Mezitím volá ministr financí Andrej Babiš a stěžuje si, že na něj ušili „Lex Babiš“ a bude se muset formálně zbavovat svých firem. „No to nevím, jakej je to pocit, když sedíš v kanclu a kolem na tebe maká pětatřicet tisíc duší. My jsme tři.“ Naštěstí má sekretářka Lenka spásnou poznámku. Ministerstvo financí si z veřejného rozpočtu postaví nový kancelářský superpalác v Letňanech, kam se později sestěhují i další úřady a vláda, až bude Babiš premiérem, zatímco ministerské budovy v centru Prahy se výhodně prodají Číňanům. A všichni budou spokojení. |           |                                    |                 |                                           |                   |
| 64 | 5         | Rusko, lži a Nejedlý               | Marek Najbrt    | Robert Geisler                            | 29. ledna 2017    |
| Vše začíná novinovými titulky o propojení Miloše Zemana přes svého poradce Martina Nejedlého na ruskou naftařskou firmu Lukoil, čehož už si všimli i novináři The New York Times. To se Nejedlému nelíbí, a tak chce ve veřejnosti vyvolat pochyby. Scénář, že to jsou jen pomluvy Američanů, Blaník použít nemůže, protože nový prezident Donald Trump se má se Zemanem rád. Pražská lumpenkavárna se z toho obvinit nedá, protože ona ví, že za to nemůže, a Tonda potřebuje, aby tomu uvěřila i ona. Radši tedy vymyslí úplně něco jiného, co by odvedlo veškerou pozornost: obvinění, že Centrum proti terorismu a hybridním hrozbám (CTHH) je nástrojem ministerstva vnitra k cenzurování internetu. „Když budeme lhát, že všichni, ale úplně všichni lžou, tak budou za lháře i ti, co mluvěj pravdu.“ Prezident to tedy prohlásí ve svém vánočním projevu a jeho mluvčímu Ovčáčkovi Blaník založí satirický twitterový účet útočící na CTHH. Jenže to přepískne, a tak musí přijít jiný plán. Vystraší lidi prohlášením, že se po republice pohybuje terorista. Na to reaguje ministr vnitra Chovanec nápadem dát lidem ústavní právo na zabití teroristy a výsledkem je, že zpovykaná Tondova sekretářka Lenka zabije neznámého cizince (hraje Tigran Hovakimyan) v průjezdu. |           |                                    |                 |                                           |                   |
| 65 | 6         | Andrej pije                        | Marek Najbrt    | Tomáš Hodan                               | 5. února 2017     |
| Anabáze s opíjením Andreje Babiše začíná v dubnu 2015. To si Miroslav Kalousek u Blaníka objedná Babišovo opití, aby ho konečně pustil ve sněmovně ke slovu. Tonda tedy nakoupí kvalitní vína a pozve Andreje na večírek. Jenže na druhý den vidí televizní přenos, jak Babiš před celou poslaneckou sněmovnou obviňuje Kalouska ze zlodějiny a korupce. To se moc nepovedlo. Další epizoda v říjnu 2015: Mirek se chystá do Otázek Václava Moravce a potřeboval by Andreje unavit, aby tam s ním diskutovat nejlépe ani nepřišel. Tentokrát tedy Blaník přitvrdí: Borovičku, Tatranský čaj, Šariš a veškerý další slovenský alkohol. I to ale Babiš zvládne a výsledkem jsou jeho slovní útoky proti Kalouskovi na televizní obrazovce. Kalousek už tedy rezignuje na spolupráci s Tondou a obrátí se na jeho lobbistického kolegu Libora, aby pro něj připravil „Lex Babiš“. A pak přijde listopad 2016, k Tondovi se už sám pozve Andrej na chlastačku. Na druhý den následují novinové titulky o tom, jak se Babiš „svlékl do slipů“, ale „pindíka ukazovat nebude“, o jeho obvinění reportérky České televize ze „zkorumpované pakáže“ i o lékařově odhadu, že „Babiš vykazuje všechny příznaky deliria tremens“. A Andrej na to: „Sorry jako.“ |           |                                    |                 |                                           |                   |
| 66 | 7         | Veřejné mýlení                     | Marek Najbrt    | Robert Geisler                            | 12. února 2017    |
| Blaníkovi volá Mirek Kalousek, že se pod ním kýve předsednická židle a potřeboval by k vylepšení své pozice ve volebních průzkumech alespoň pět procent pro svou stranu, potřebných k tomu, aby se dostala do parlamentu. Pro Blaníka žádný problém, hned má osm. Jenže pak se ozve „Pitomio“, že by potřeboval místo svých 4% preferencí taky překročit potřebnou hranici. A do třetice „vajíčko“ Sobotka by si přál, aby ztráta jeho ČSSD na ANO nebyla tak velká. A Tonda má nápad – založí si vlastní agenturu, která by působila důvěryhodně, i když si bude cucat výsledky z prstu. Název: Prestižní veřejnoprávní průzkum veřejného mínění, PVPVM. Jenže dotahující se ČSSD se nelíbí „Andrejkovi“. A rozhodně se nedrží při zemi, chce svých 53 % a aby to tvrdily všechny agentury. A tak mu Blaník doporučí založit si pobočku s názvem Spíše ano, aby v „koláčích“ spolu s Ano dosáhly na 60 %. Sám si pak založí ještě stranu Nevím a pro jistotu i stranu Ne. |           |                                    |                 |                                           |                   |
| 67 | 8         | Disident Klaus                     | Marek Najbrt    | Robert Geisler                            | 19. února 2017    |
| Pro začátek se čas vrací do prosince 2012, kdy Tondovi volá končící prezident Klaus, který by chtěl pomoci „pár kámošům z tenisu“. Sekretářka Lenka přijde s nápadem dát amnestii těm, kteří kličkují tak obratně, že už dlouho čekají na rozsudek. Po letech, v lednu 2017, Blaníkovi Václav znovu volá, za rok to totiž bude 15 let od jeho zvolení prezidentem a on by si přál něco po sobě pojmenovat. Letiště? „Václave, neblbněte, já vím, že by to znamenalo vyměnit jenom jedno slovo. Jasně, A a L by se dalo použít.“ Ale ne, Tonda zkusí vymyslet něco jiného. S kolegou lobbistou Liborem se poradí, že uspořádají konferenci k historickému odkazu Václava Klause, kterou by mohli zasponzorovat amnestovaní z přelomu let 2012/2013. Tonda to Klausovi dluží, protože kdysi zpackal vymyšlené sponzory pro ODS Lajose Bácse a Radjiva M. Sinhu. Lenka ale zjistí, že Klaus už dva roky Blaníkovi nezaplatil žádné „tantiémy“. Tonda to tedy prověří telefonicky: „Cože? Poplatky za lyžařský vleky ve Švýcarsku jsou vysoký, vy jste jenom důchodce a doba je zlá?!? Ty hnido jedna lakomá, nevděčná!!!“ Ale pomsta bude sladká: Pořadatelům konference v Davosu, kde by chtěl Klaus mít opět svůj zásadní projev, vysvětlí, jak je Václav pomlouval (a že krade tužky), aby dostal doživotní zákaz. Slovenské tajné službě sdělí, že Livie provádí špionáž. A zařídí, že po Klausovi bude pojmenováno jedině zapadlé nádraží ve Všenorech. |           |                                    |                 |                                           |                   |
| 68 | 9         | Mládek v síti                      | Kancelář Blaník | Tomáš Hodan                               | 26. února 2017    |
| Tonda kráčí přes dvůr do kanceláře... ale nikdo mu oproti zvyklostem nevolá. Z mobilního telefonu se ozývá pouhé: „Vaše telefonní číslo bylo dočasně deaktivováno.“ (namluvili: Markéta Štechová a Jakub Stárek) Odpojení jsou i oba jeho spolupracovníci. Asistent mu připomene, že v roce 2014 byl schválen nový zákon o telekomunikacích, který operátorům umožnil měnit smlouvy. Zákon si napsali operátoři sami, přišli tehdy sice za Tondou, ale nedomluvili se. Prosadit jim ho tedy pomohl Blaníkův lobbistický kolega Libor a je to pro něj zlatý důl. Tonda ho zkusí po telefonu přemluvit, ale uprostřed hovoru je odpojen. Žížala zkouší obvolat opoziční poslance, aby zákon změnili, jenže bez úspěchu, protože operátoři je mají podmazané všechny. „To je hrozný zlo, ta korupce!“ A v kanceláři mezitím přišli i o připojení k internetu. Aspoň na pevné lince se Tondovi podaří spojit s ministrem průmyslu a obchodu Mládkem, vylije si na něj zlost, ale i v průběhu tohoto hovoru ho odstřihnou. A pohár přetekl. Tonda si na Mládka došlápne osobně na ministerstvu a konečně se věci pohnou. Ministr končí... a Blaníkovy telefony se zase rozezvučí. |           |                                    |                 |                                           |                   |
| 69 | 10        | Sportem ku Hradu                   | Kancelář Blaník | Robert Geisler                            | 5. března 2017    |
| To tu ještě nebylo, Blaníkovi volá Horáček. Deklarovaný kandidát na prezidenta by si rád vylepšil veřejný obraz poté, co zaznamenal špatné ohlasy na představení svého týmu poradců. Jenže to je „tým snů“, jedna chyba za druhou: „jaderná bába“, „chromajzl“, „Slovena“, právník, vědec, spisovatel, doktor, filozof... „Ten Horáček chce lidi nasrat, že jo?“ Vytrhne to jedině hokejista z Nagana. Takže se Tonda rozhodne vydat vstříc průměrnému voliči přes sport. Obměnit tým už nejde, ale aspoň by se mohl kandidát vyfotit s nějakým sportovcem, třeba s biatlonistkou Koukalovou, byl to přece Blaník, kdo jí poradil, ať jezdí nalíčená. A už volá konkurence, hradní kancléř Mynář hodlá spolu s Nejedlým vyslat Zemana do boje o druhé volební období a potřebuje lidu ukázat, že je prezident natolik fit, aby to zvládl. „Akce kánoe“ se zopakovat nedá, protože se proměnila v akci nafukovací člun a bylo to „dost tristní“, navíc je venku zima. Ale postavit ho na lyže a vyztužit v kolenou a pase, aby se nelámal, to by šlo. Jenže výsledek působí... poněkud staticky. I to ale stačí, aby Horáček znejistěl, protože se to podobá jeho záměru s biatlonistkou. A tak je třeba to nějak přebít, i s celým týmem se vyfotí při cvičení. A už zas volá Mynář s prosbou o radu, jak to trumfnout. Tonda tedy vymýšlí sportovní výkony pro oba kandidáty a napadne ho nabídnout podobnou kampaň i Švejnarovi. Kam až to může dojít? Zeman překoná světový rekord v rychlostním lyžování, Horáček skočí z výšky 39 kilometrů a Švejnar se potápí do Marianského příkopu. |           |                                    |                 |                                           |                   |
| 70 | 11        | Yes Republic                       | Marek Najbrt    | Tomáš Hodan                               | 12. března 2017   |
| Blaníkovi volá místopředseda ANO Jaroslav Faltýnek kvůli „zkorumpované pakáži“ z České televize, která natáčela reportáž o podivných machinacích s dluhopisy Andreje Babiše. To nestačí, že na něj může přijít nanejvýš finanční správa, která spadá pod Babišovo ministerstvo financí? Podle Faltýnka nestačí. A jestli s tím Blaník něco neudělá, pošle mu do kanceláře účetní kontrolu. Sám Babiš má nápad, že by si koupil Českou televizi, ale ta je veřejnoprávní, takže to jen tak snadno nepůjde. Zanedlouho se však bude hledat nový generální ředitel a Tonda obvolá Radu České televize, aby si ohlídal, že zvolí „správného“ kandidáta. Toho mezitím má najít Žížala s Lenkou. Novinář Martin Komárek, herečka Veronika Žilková ani Jana Bobošíková ale Tondu neuspokojili a nikdo jiný to dělat nechce. Faltýnek už mu s kontrolou dýchá na krk, když v tom přijde na spásný nápad – dosadí tam samotného Faltýnka. Následuje Babišův úspěch, když se stane premiérem, pak jeho stranický kolega Martin Stropnický prezidentem a už to jde s kopce. Babiš si i od Blaníka nechá říkat šéfe, do státní vlajky prosadí logo hnutí ANO, do prezidentské standarty loga Kosteleckých uzenin a Vodňanského kuřete se sloganem „Ano vítězí!“ a nakonec i mezinárodní označení státu Yes Republic. Blaník balí kufry a mizí ze země, než Babiš zavře hranice. |           |                                    |                 |                                           |                   |
| 71 | 12        | Králové Šumavy                     | Marek Najbrt    | Robert Geisler                            | 19. března 2017   |
| Tonda Blaník vyrazil s celým osazenstvem kanceláře na svou chatu na Modravě. |           |                                    |                 |                                           |                   |
| 72 | 13        | Drath, Mazánek a Garážmistr        | Marek Najbrt    | Robert Geisler                            | 26. března 2017   |
| Premiér Sobotka s vicepremiérem Babišem se u Tondy předhánějí v žádostech, aby jim zajistil mlčenlivost Davida „dRatha“ Ratha, Romana „Mazánka“ Janouška a Iva „Garážmistra“ Rittiga. Oba se totiž bojí, že by „tihle tři trestanci“ mohli začít před parlamentními volbami „mluvit“ podobně jako Marek Dalík, což by mohlo ohrozit jejich volební úspěch. Kancelář Blaník se na to tedy podívá. Žížala s Lenkou vytáhnou jejich šanony a udělají Tondovi prezentaci, co všechno se o nich ví a jak se dostali k soudu, případně až do vězení. Když se tedy postarají o jejich klid, budou v klidu i oba vládní sokové. Stačí obvolat ta správná místa a už jsou z toho všichni venku. A Tonda má ještě další nápady. Ale jak říká, zadarmo to nebude. Žížala tedy sedne na kolo, objede Rathovy Hostivice a další sídla dotčených potentátů, aby vyfasoval tučné obálky, a další mašinerie se dá na pochod: Rath vysoudí od státu kompenzaci za rok ve vazbě, Janoušek za ušlý zisk a Rittig odškodnění za účast v třetím odboji – to nejspíš jak byl v roce 1985 zatčen za krácení tržeb a propuštěn až při Havlově amnestii. |           |                                    |                 |                                           |                   |
| 74 | 14        | ??? Na Hrad !!!                    | Marek Najbrt    | Robert Geisler                            | 7. dubna 2017     |
| Politici objevili sociální sítě a rozhodli se oslovit hlavně mladé voliče prostřednictvím videí na YouTube. Nemají ale moc velkou sledovnost, nevědí jak je oslovit. A kdo jim s tím má pomoci? Tonda Blaník. Nejdřív mu volá z bazénku Zdeněk Škromach, pak Tomio Okamura a do třetice Pavel Bělobrádek. Problém je jen v tom, že Tonda vůbec netuší, co to „jůtůbko“ vlastně je. Nechá si od Žížaly předvést výtvory té trojice politiků a jasně vidí, že takto tedy ne. Ale sám to nedokáže vyřešit, a tak povolá na pomoc zkušeného dvacetiletého youtubera – Kovyho (Karel Kovář). „To nepude, politiku dělaj samí páprdové.“ Ovšem tohle je kancelář Blaník, musí to jít. A tak Kovy navrhne natočit klip na nějakém sugestivním místě, aby diváky mohlo zaujmout prostředí a nemuseli se soustředit na nudného „páprdu“. Celé osazenstvo kanceláře i s Kovym podnikne výjezd na „pěkný sugestivní státotvorný místo“ – na Říp. Jenže na hoře působí tajemná národní magie, a tak když při natáčení klipu kdokoli pohlédne do krajiny, začne recitovat významné výroky českých dějin a pověstí. „To je ta země zaslíbená, zvěře a ptáků plná, medem oplývající…“ I Tonda podlehne a přednese na kameru velmi působivý úryvek z projevu Tomáše G. Masaryka k 10. výročí republiky. Jeho posluchači podlehnou charismatickému projevu a nabydou přesvědčení, že to on, Antonín Blaník, by měl kandidovat na prezidenta! |           |                                    |                 |                                           |                   |
| 75 | 15        | Toníčku, nevzlykej (speciální díl) | Marek Najbrt    | Tomáš Hodan, Marek Najbrt, Robert Geisler | 10. května 2017   |
| V reakci na dynamický vývoj událostí kolem politické či ústavní krize ve vládě Bohuslava Sobotky a podle vlastních slov i na četné dotazy fanoušků, co si o tom myslí Tonda Blaník, tvůrci seriálu natočili speciální epizodu a zveřejnili ji měsíc po ukončení standardní série, mimořádně ve středu 10. května. Asi šestiminutový bonusový díl, v němž hraje výhradně Marek Daniel, začíná vrávoravým příchodem Tondy Blaníka do kanceláře, kde k jeho znechucenému překvapení chybí oba jeho spolupracovníci. Asistent „Žížala“ si odjel do Francie na hokejové mistrovství, místo aby ohlídal správný průběh vládní demise. Sekretářka Lenka je doma na svátek a aspoň po telefonu si musí vyslechnout důrazné pokárání za to, že unikla její nahrávka ze schůzek Andreje Babiše s novinářem z „jeho“ MF Dnes Markem Přibilem, když ji Blaník pověřil jenom pořízením zápisu. „Tak se nauč těsnopis, ty krávo, když to nestíháš! Ale nikdy, nikdy nic nenahrávejte, to není slušný.“ V dalším telefonátu se Tonda svěří lobbistickému kolegovi Liborovi se svým špatným pocitem z toho, že tandem „Andreje“ a „Miloše“ je „horší než Krakatit“, že mu i všem ostatním přerostli přes hlavu. S dojetím se obává o budoucnost země. Úplně na dně pak Tonda volá mamince. „Já vím, že je to stejně moje vina, ale já přece tuhle republiku miluju. Jak to mám napravit, maminko?“ A dostane vzpruhu. Obvolá politiky, Zemana přesvědčí, aby se už choval slušně a respektoval ústavu, Babiše aby z politiky odešel a Sobotku aby se začal chovat jako chlap a hrubián. Epizoda končí na záchodě Blaníkovým zpěvem upravené verze Krylovy kultovní písničky: „Toníčku, nevzlykej, to nejsou bubáci, dyť už jsi velikej, jsou to jen ču...“ |           |                                    |                 |                                           |                   |

### Speciály (2017)
| Č. v seriálu | Č. v řadě | Název                    | Režie        | Scénář         | Datum uvedení     |
| --- | --------- | ------------------------ | ------------ | -------------- | ----------------- |
| 73 | 1         | Kancelář Vaněk           | Marek Najbrt | Robert Geisler | 1. dubna 2017     |
| V rámci aprílové kampaně Stream.cz s názvem „Kulový blesk našich hvězd“, kdy si osobnosti z pravidelných pořadů vzájemně vyměnily role, vznikl téměř tříminutový speciální díl Kanceláře Blaník pod názvem „Kancelář Vaněk: Zákulisí české gastronomie odhaleno, kulinářský guru ovládá Pohlreicha i Babicu“. Tondu Blaníka vystřídal Roman Vaněk, jemuž v úvodu při příchodu do kanceláře volá Jiří Babica a prosí o radu, čím v receptu nahradit srnčí hřbet. Skončí až u lančmítu a místo červeného vína má jen heřmánkový čaj. Když dorazí do kanceláře, sekretářka Lenka zrovna telefonuje se Zdeňkem Pohlreichem, který potřebuje poradit, jak by měl nazvat svůj pořad. „Řekněte mu, že nemám čas.“ – „Ano, šéfe. Ne, to nebylo na vás, Zdeňku.“ A už je tu Žížala, že volají Kluci v akci, oba dva najednou. Ale Vaněk už toho má dost a zavře se do své kanceláře, aby se uklidnil politikou. Tam prý totiž není tolik svinstva jako v gastronomii. Pustí si pořad „Peklo v zákulisí“, kde mezitím Tonda Blaník testuje kvalitu párků ministra financí. „Chlapče, chlapče, jak rád bych si to s tebou vyměnil.“ A taky vymění. Opustí vrcholnou gastronomii, zatímco „investigativní kuchař“ Blaník se odhodlá „nekompromisně obnažit politickou kuchyni“. Současně s tímto speciálem vznikly také další pořady s účastí protagonistů z Kanceláře Blaník: Žížala dělal turistického průvodce pro začínající poslance v pořadu „Průvodce poslance Prahou“, jímž parodoval pražský průvodcovský pořad Honest Guide Janka Rubeše a Honzy Mikulky. A Lenka v „původním znění“ s titulky pak vyučovala, jak uvařit kávu svému šéfovi. „Tonda ví, že kafíto Lenka ví!“ Jednalo se o parodický „speciál z latinské Ameriky“ k pořadu Kuchař ví! šéfkuchaře Zdeňka Marcína z Pražského kulinářského institutu. |           |                          |              |                |                   |
| 74 | 2         | Zeman, Trump & Comp. (1) | Marek Najbrt | Robert Geisler | 9. července 2017  |
| Téměř 11minutový díl byl z velké části natočen v New Yorku a uveden na facebookových stránkách seriálu (zprvu bez zařazení do běžných sérií). Tonda Blaník i se svým týmem míří na ruzyňské letiště. V letištním VIP salónku ho zastihne telefonát od maminky, které vysvětlí, že si hodlá užít „shoestrip“, tedy nákup bot v New Yorku. Prezidentu Zemanovi ani jeho mluvčímu Ovčáčkovi však telefon nebere, má přece dovolenou. Tonda už je celý natěšený na novou obuv, „za odměnu“ prý si mohou koupit boty i Lenka s Žížalou… za své. Měli ubytovat v bohémské legendě Hotelu Chelsea, jenže ten se zrovna rekonstruuje, takže asistent objednal nocleh v jakémsi Chelsea Inn – nic pro Blaníka. „Nebudu utrácet prachy za hotel, když za to můžu mít nový boty!“ A tak brnkne českému velvyslanci Hynku Kmoníčkovi, aby mu zajistil bydlení v Českém domě. Musí se to ale vykázat jako česko-americká kulturní spolupráce, takže tam Tonda zazpívá české verze písniček Boba Dylana pod hlavičkou „Tonny & the Band“. Do vystoupení mu vpadne telefonát od kolegy lobbisty Libora, který ho varuje, že se Zeman dopídil jeho zapírané přítomnosti ve Státech. A hned následuje hovor od prezidenta, aby mu Tonda zařídil něco u Trumpa. „A kterýho? Já tyhle kotlíkáře neznám… Sorry, to byl vtípek. Samozřejmě vím, kterýho »trampa« myslíš.“ Český prezident chce vyjednat setkání s tím americkým, aby si to mohl zařadit do sbírky k ruskému a čínskému. A tak Blaníka čeká mise v Trump Tower… (v druhé části). |           |                          |              |                |                   |
| 75 | 3         | Zeman, Trump & Comp. (2) | Marek Najbrt | Robert Geisler | 12. července 2017 |
| Druhá část celkově asi 20minutového dvoudílu, jehož natáčení se uskutečnilo v New Yorku během více než tří dnů, byla uvedena na facebookových stránkách seriálu (a spolu s první částí přiřazena k 5. sérii). Blaník v Trump Tower neuspěl, americký prezident tam nebyl. A tak trojice zkouší další možnosti, zatímco prochází newyorskými obchody s obuví a nakupuje. Od velvyslance Kmoníčka Tonda získá telefon na Ivanku Trumpovou, ale moc úspěšný není. „Doníček“ prý je příliš tvrdohlavý a o „Zemíčkovu“ návštěvu nestojí, ani sama Ivanka, protože Zemanovu „historku o Číňanovi“, kterou by on rád Trumpovi v Bílém domě povyprávěl, už slyšela. Koho jiného v USA by tedy mohl prezident navštívit? Telefonát na Floridu hokejistovi Jaromíru Jágrovi štěstí nepřinese, sice by byl ochotný, ale nebydlí v domě bílé barvy. Ani režisér Miloš Forman, ani vdova po Waldemaru Matuškovi Olga Blechová. Zato bílou omítku má dům herce a bývalého kalifornského guvernéra Schwarzeneggera. Lenka prý má na něj v telefonu číslo, ale jak se ukáže, jde o bývalého Zemanova prezidentského soka Schwarzenberga. Tudy cesta nevede. A tak zbývá poslední zoufalá možnost: Prezident poslal Blaníkovi do Ameriky místo sebe nahrávku své historky a ten ji dodal do televize NBC, aby ji odvysílala do éteru. A tak si ji poslechl i Donald Trump. A prý se mu líbila. Tonda si konečně může vychutnat svůj kýžený dovolenkový klid. |           |                          |              |                |                   |

### Speciál (2023)
| Č. v seriálu                                                                       | Č. v řadě | Název                | Režie | Scénář | Datum uvedení  |
| ---------------------------------------------------------------------------------- | --------- | -------------------- | ----- | ------ | -------------- |
| 76                                                                                 | 1         | Bude válka bude sníh |       |        | 22. ledna 2023 |
| Speciální krátký předvolební díl publikovaný před druhým kolem prezidentské volby. |           |                      |       |        |                |